# Cerophysa borneensis
Cerophysa borneensis es un coleóptero de la familia Chrysomelidae.
Fue descrita científicamente en 1895 por Jacoby.